# Edisto Island
Edisto Island ist eine der Sea Islands South Carolinas, deren größerer Teil im Charleston County liegt; die Südspitze der Insel mit Edisto Beach liegt im Colleton County, während der im Charleston County liegende Teil der Insel unincorporated ist.
Insel, Stadt und der Edisto River wurden benannt nach den Edistow, einem nicht mehr bestehenden Unterstamm der Cusabo, die sowohl die Insel als auch das umgebende Festland besiedelten.

## Geographie
Edisto Island liegt knapp 70 km südwestlich von Charleston, zwischen den Mündungsarmen des Edisto River. Die weitgehend bewaldete, von Prielen durchzogene Marschlandschaft wird nach Norden durch den Russel Creek von Little Edisto Island getrennt. Die beiden größten dieser Priele, Store Creek und Ocella Creek, stehen miteinander in Verbindung, sodass es sich eigentlich um zwei Inseln handelt.
Auf der Insel liegt der Edisto Island State Park mit einem Campingplatz; ein Supermarkt und Restaurants sind in der Nähe. Die Hauptstraße auf der Insel ist der South Carolina Highway 174. Er die einzige Nord-Süd-Verbindung und auf 27 km Länge als National Scenic Byway ausgewiesen. Die mit Ausnahme eines vierstreifigen Abschnitts in Edisto Beach durchgehend zweistreifige Straße wird gesäumte von immergrünen Eichen und kleinen Häusern.

## Geschichte
Die Eingeborenen nutzten auf den Inseln zeitweise Lager zum Fischen. Die historischen Edistow besiedelten die Insel und das Festland der Umgebung, wo sie mit den Catawba Handel trieben. Der Unterstamm starb in kolonialer Zeit aus. Der Stamm der Wassamassaw von Varnertown Indians ist eine Gruppe von Nachkömmlingen verschiedener Stämme, die sich durch Heirat vermischt haben und eine Siedlung zwischen Summerville und Moncks Corner im Berkeley County (South Carolina) bewohnen und seit 2005 als eine von sechs indianischen Gruppen vom Bundesstaat anerkannt sind.
Die ersten Landtrakte auf Edisto Island wurden vor 1700 vergeben. Landbesitzer erwirtschafteten zunächst Bauholz und Tierhäute, pflanzten Indigo und Reis und hielten freilaufend Rinderherden. Diese wurden zu Häuten für den europäischen Markt und Salzfleisch für die Karibik verarbeitet. Danach wurde Baumwolle das wichtigste landwirtschaftliche Erzeugnis der Insel, und nach der Revolution wurden die Pflanzer auf Edisto Island wohlhabend. Sie hielten hunderte von versklavten Afrikanern, die sich untereinander in der Kreolsprache Gullah verständigten und deren Kultur auf den Inseln und im Lowcountry South Carolinas bezeichnend ist durch ihre afrikanischen Gebräuche.
Der Census von 1790 ergab eine Bevölkerung von 223 Weißen und 1692 schwarzen Sklaven, und der Census von 1860 stellte 329 Weiße und 5082 Sklaven fest.

### Sezessionskrieg
Edisto Island wurde im November und Dezember 1861 von den Pflanzern und Farmern weitgehend verlassen, und entflohene Sklaven errichteten ihre eigenen Flüchtlingslager. Im Januar 1862 trafen bewaffnete Schwarze von der Insel und konföderierte Truppen aufeinander, und bei einem Vergeltungsakt töteten Konföderierte eine kleine Gruppe Schwarze. Im Februar wurden Unionstruppen auf der Insel stationiert, um ein Aufmarschgebiet für künftige Angriffe auf Charleston vorzubereiten und um die schließlich aus Tausenden von Schwarzen bestehende Kolonie zu schützen. Als die Unionstruppen die Kontrolle über die Insel übernahmen, kam es zu einigen Gefechten, bevor sich die Konföderierten zurückzogen. Im Juni verließen die meisten Unionssoldaten die Insel, um an einem Feldzug teilzunehmen, der zur Schlacht von Secessionville. Im Juli zogen sich die verbliebenen Truppen zurück, und die Kolonie wurde nach St. Helena Island verlegt. Für den Rest des Krieges blieben eine kleine Zahl entflohener Sklaven und Plantagenbesitz auf der Insel, die ansonsten großteils verlassen war. Gegen Kriegsende ließen sich freigelassene Sklaven auf der Insel nieder.

### Denkmalschutz
Im Laufe des 20. Jahrhunderts hat sich die Insel zu einem Tourismusziel entwickelt.
In das National Register of Historic Places aufgenommen sind: Alexander Bache U.S. Coast Survey Line, Bailey’s Store, Bleak Hall Plantation Outbuildings, Brick House Ruins, Brookland Plantation, Cassina Point, Crawford’s Plantation House, Edisto Island Baptist Church, Edisto Island Presbyterian Church, Fig Island, Frogmore, Paul Grimball House Ruins, Hutchinson House, Middleton’s Plantation, Oak Island, Old House Plantation, Peter’s Point Plantation, Presbyterian Manse, Prospect Hill, William Seabrook House, Seaside School, Seaside Plantation House, Spanish Mount Point, Sunnyside, Hephzibah Jenkins Townsend’s Tabby Oven Ruins, Trinity Episcopal Church, Wescott Road und Windsor Plantation.

## Demographie
Zum Zeitpunkt des United States Census 2000 bewohnten Edisto Island (CCD) 1159 Personen. Die Bevölkerungsdichte betrug 59,6 Personen pro km2. Es gab 819 Wohneinheiten, durchschnittlich 31,3 pro km2. Die Bevölkerung in Edisto Island (CCD) bestand zu 59,6 % aus Weißen, 39,1 % Schwarzen oder African American, 0,20 % Native American, 0,0 % Asian, 0 % Pacific Islander, 0,6 % gaben an, anderen Rassen anzugehören und 0,5 % nannten zwei oder mehr Rassen. 1,4 % der Bevölkerung erklärten, Hispanos oder Latinos jeglicher Rasse zu sein.
Die Bewohner Edisto Island (CCD)s verteilten sich auf 1030 Haushalte, von denen in 31,5 % Kinder unter 18 Jahren lebten. 41,4 % der Haushalte stellten Verheiratete, 21,0 % hatten einen weiblichen Haushaltsvorstand ohne Ehemann und 33,4 % bildeten keine Familien. 28,7 % der Haushalte bestanden aus Einzelpersonen und in 10,8 % aller Haushalte lebte jemand im Alter von 65 Jahren oder mehr alleine. Die durchschnittliche Haushaltsgröße betrug 2,55 und die durchschnittliche Familiengröße 3,16 Personen.
Die Bevölkerung verteilte sich auf 27,0 % Minderjährige, 9,4 % 18–24-Jährige, 27,8 % 25–44-Jährige, 22,3 % 45–64-Jährige und 13,4 % im Alter von 65 Jahren oder mehr. Der Median des Alters betrug 36 Jahre. Auf jeweils 100 Frauen entfielen 91,8 Männer. Bei den über 18-Jährigen entfielen auf 100 Frauen 82,8 Männer.
Das mittlere Haushaltseinkommen in Edisto Island (CCD) betrug 23.438 US-Dollar und das mittlere Familieneinkommen erreichte die Höhe von 26.083 US-Dollar. Das Durchschnittseinkommen der Männer betrug 28.053 US-Dollar, gegenüber 30.278 US-Dollar bei den Frauen. Das Pro-Kopf-Einkommen belief sich auf 21.364 US-Dollar. 28,8 % der Bevölkerung und 24,4 % der Familien hatten ein Einkommen unterhalb der Armutsgrenze, davon waren 44,7 % der Minderjährigen und 25,1 % der Altersgruppe 65 Jahre und mehr betroffen.

## Persönlichkeiten
- James Jamerson, Bassspieler und Mitglied der Funk Brothers, wurde hier geboren
- Micah Jenkins, konföderierter General im Sezessionskrieg der in der Schlacht in der Wilderness durch Feuer aus eigenen Reihen getötet wurde
- Burnet Maybank III, Besitzer einer der größte privaten Plantagen der Insel
- Patti LuPone, Sängerin und Schauspielerin am Broadway, verbringt die Wintermonate auf der Insel

## Belege
1. 1 2  Bo Petersen, "Researchers explore local tribe's ties to legendary temple" (Seite nicht mehr abrufbar, festgestellt im April 2023. Suche in Webarchiven)  Info: Der Link wurde automatisch als defekt markiert. Bitte prüfe den Link gemäß Anleitung und entferne dann diesen Hinweis., The Post and Courier, 17 April 2005, accessed 14 December 2011
2. ↑  Bo Petersen, "Local tribe reclaims its roots, heritage" (Seite nicht mehr abrufbar, festgestellt im April 2023. Suche in Webarchiven)  Info: Der Link wurde automatisch als defekt markiert. Bitte prüfe den Link gemäß Anleitung und entferne dann diesen Hinweis., 17 April 2005, accessed 14 December 2011
3. ↑  Paul Starobin: Madness Rules the Hour: Charleston, 1860 and the Mania for War. First Auflage. Public Affairs, 11. April 2017 (englisch).
4. ↑  Tomblin 2009, S. 65–73, 85–86, 95
5. ↑  National Register Information System. In: National Register of Historic Places. National Park Service, abgerufen am 9. Juli 2010 (englisch).
6. ↑  American Factfinder - Census 2000 Summary File 3 (SF 3) - Sample Data. United States Census Bureau, archiviert vom Original am 12. Februar 2020; abgerufen am 6. Mai 2018 (englisch).  Info: Der Archivlink wurde automatisch eingesetzt und noch nicht geprüft. Bitte prüfe Original- und Archivlink gemäß Anleitung und entferne dann diesen Hinweis.